# Славянская колонизация Балкан
Славянская колонизация Балкан стала одним из важнейших миграционных векторов эпохи Великого переселения народов. Активная фаза колонизации пришлась на VI—VIII века. Информация о первом появлении славян на Балканах в V веке фиксируется в трудах византийских писателей-историков: Прокопия Кесарийского и Иоанна Эфесского. К VII веку славянские племена прочно закрепились на Балканском полуострове и стали постепенно двигаться в сторону Пелопоннеса и Эгейских островов. Позднее некоторые группы славян проникли и в Анатолию — см. славяне в Малой Азии. В VII—VIII веках славяне создали несколько государственных образований и со временем стали значительной силой на Балканском полуострове.

Расселение славян на Балканах

## Социально-экономическая характеристика славянских племен

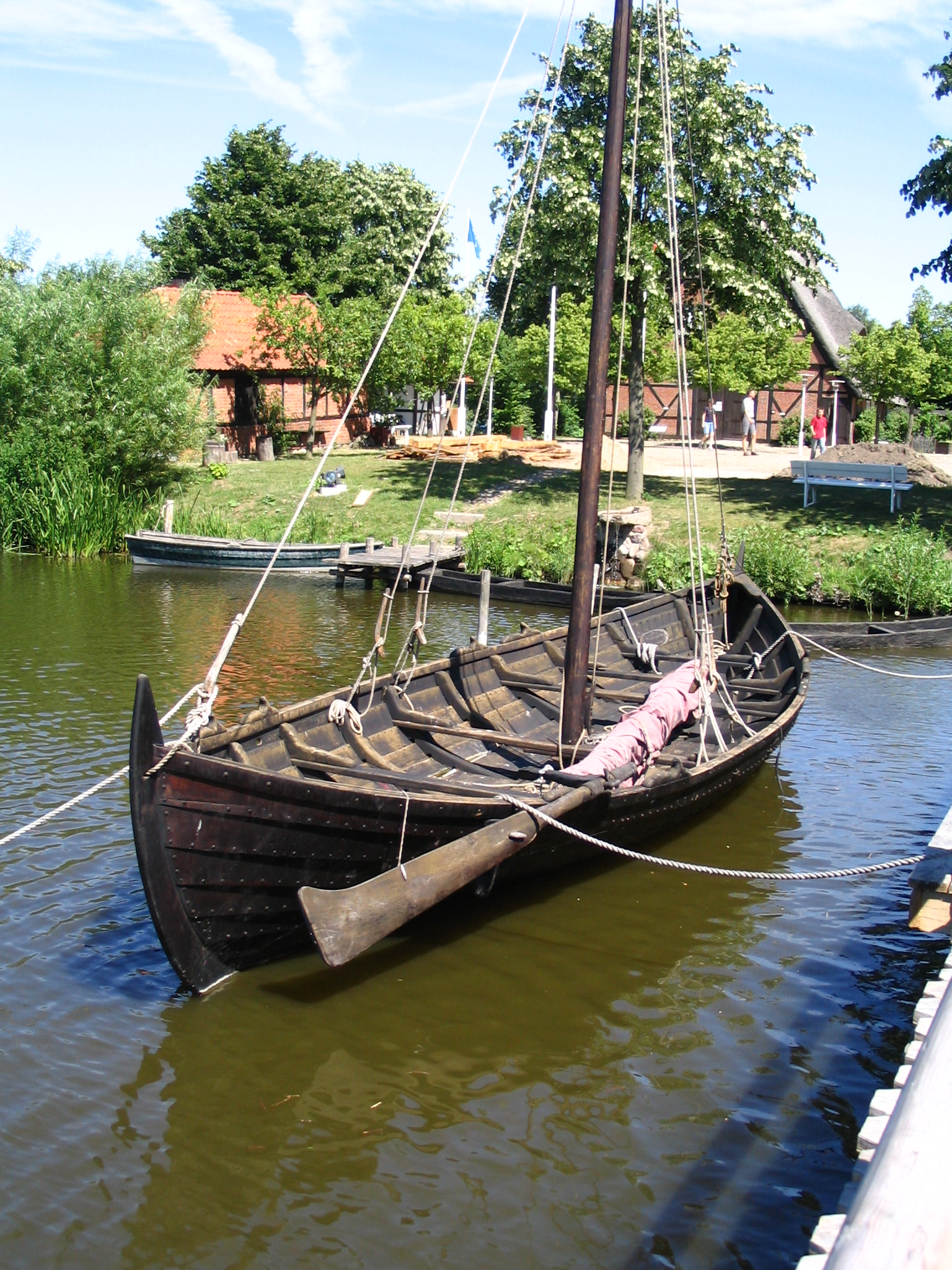
Реконструкция славянского торгового судна

### Первые контакты славян с Восточной Римской империей

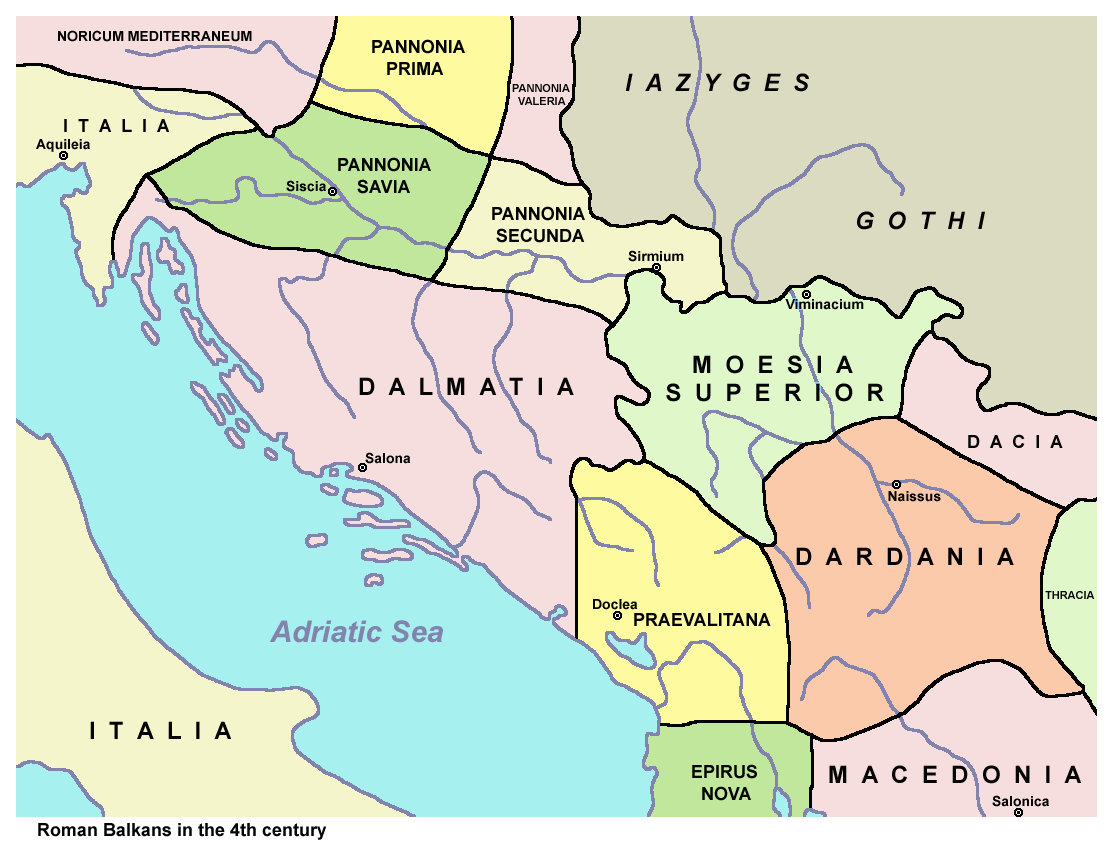
Балканы в IV веке

### Проникновение на Балканы

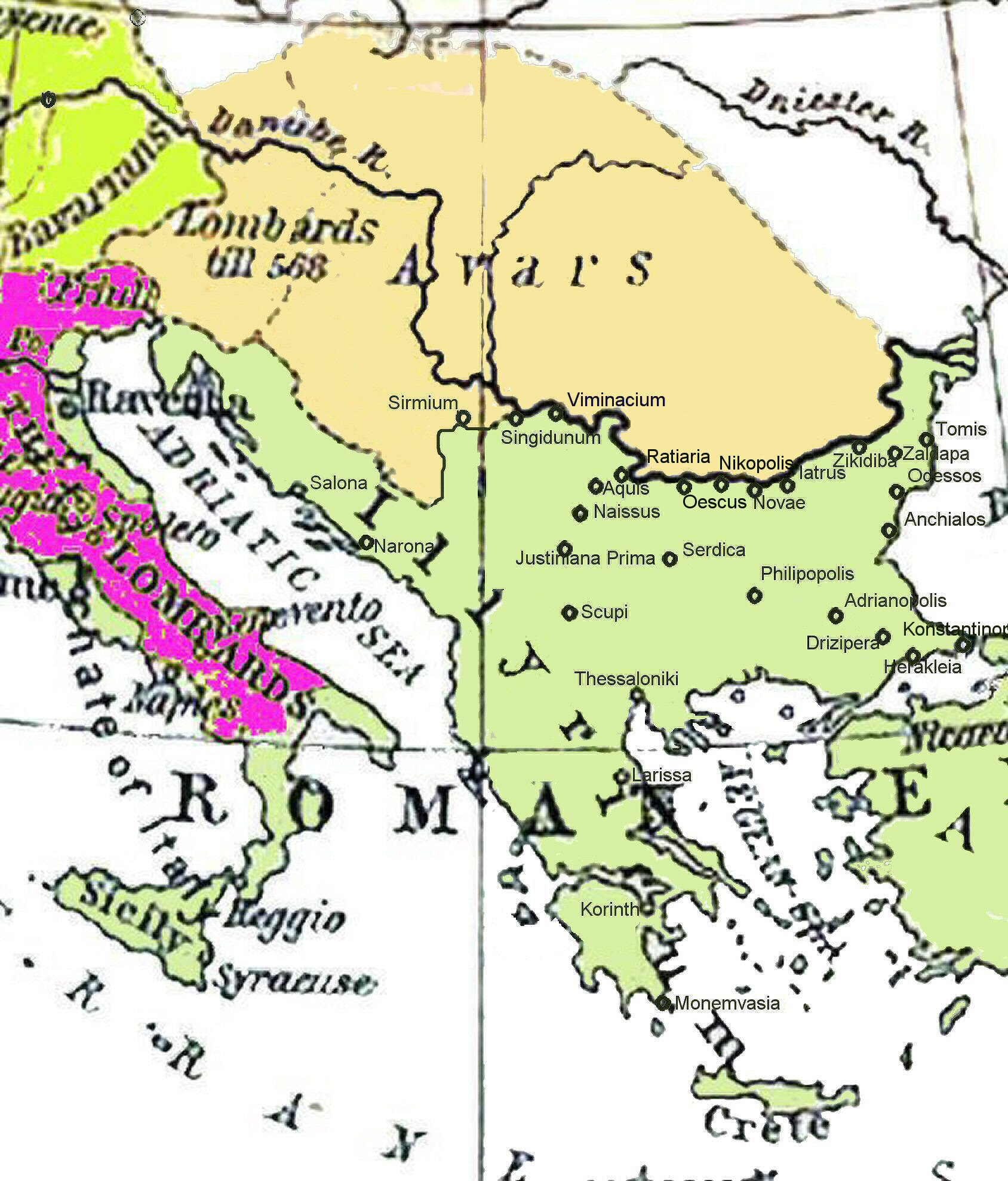
Балканы в 582—612 годах

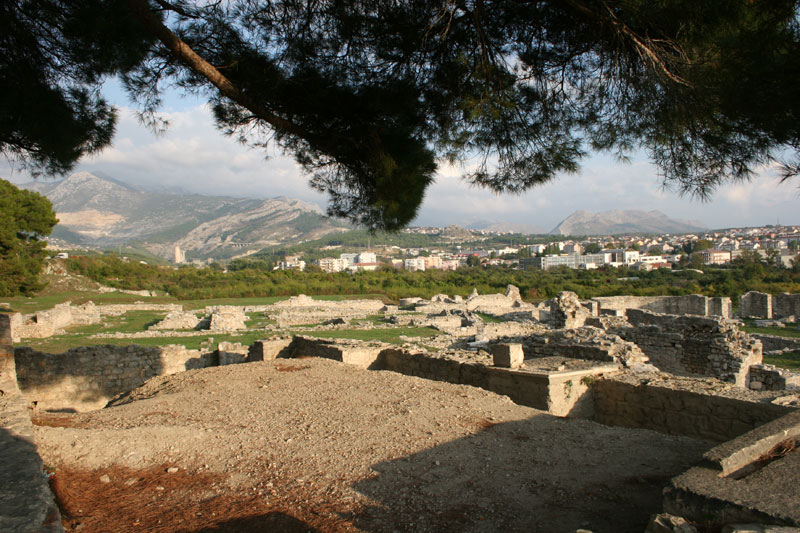
Руины Салоны

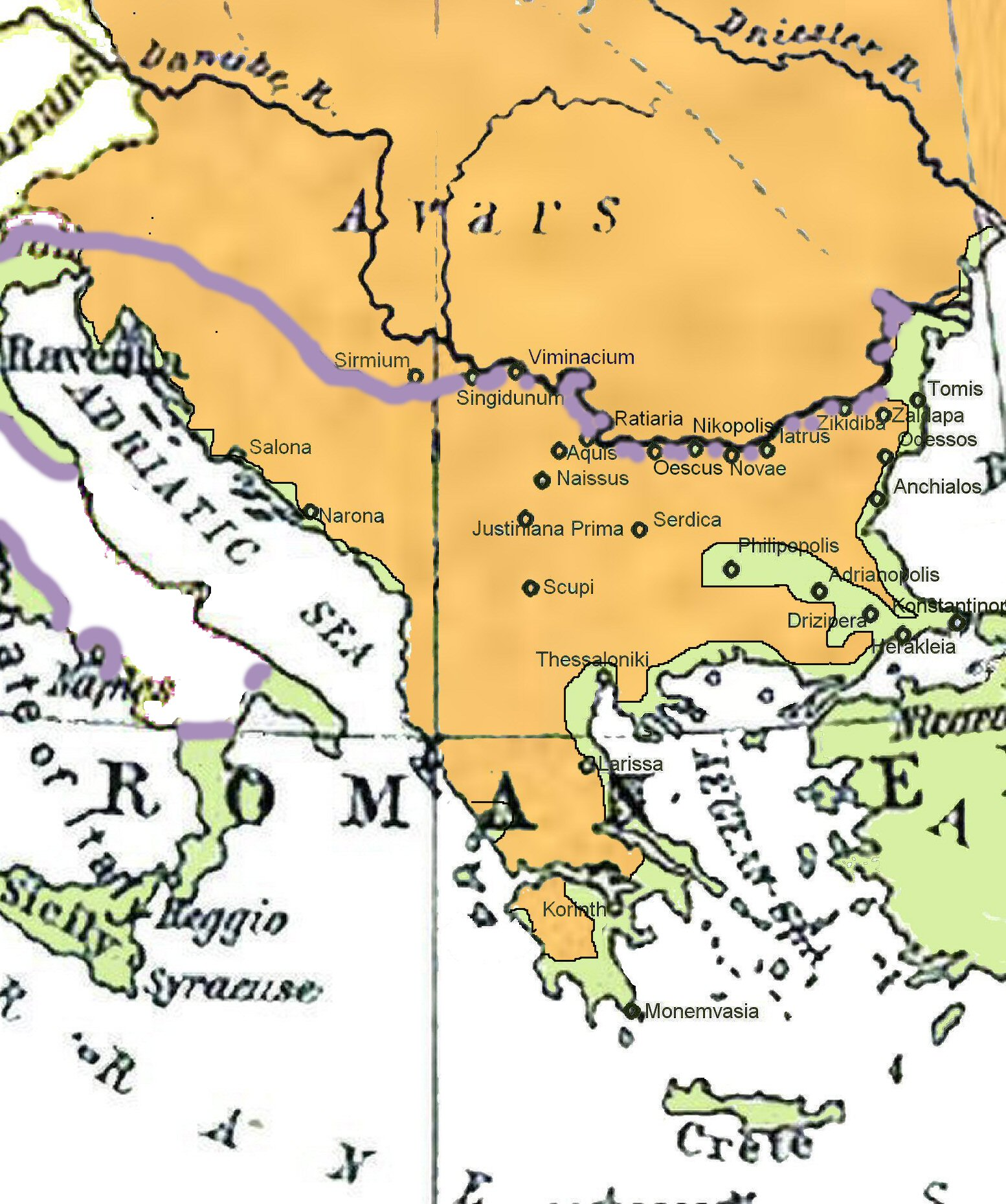
Расселение славянских племен в VII веке выделено оранжевым цветом. Номинальная граница Восточной Римской империи отмечена фиолетовым

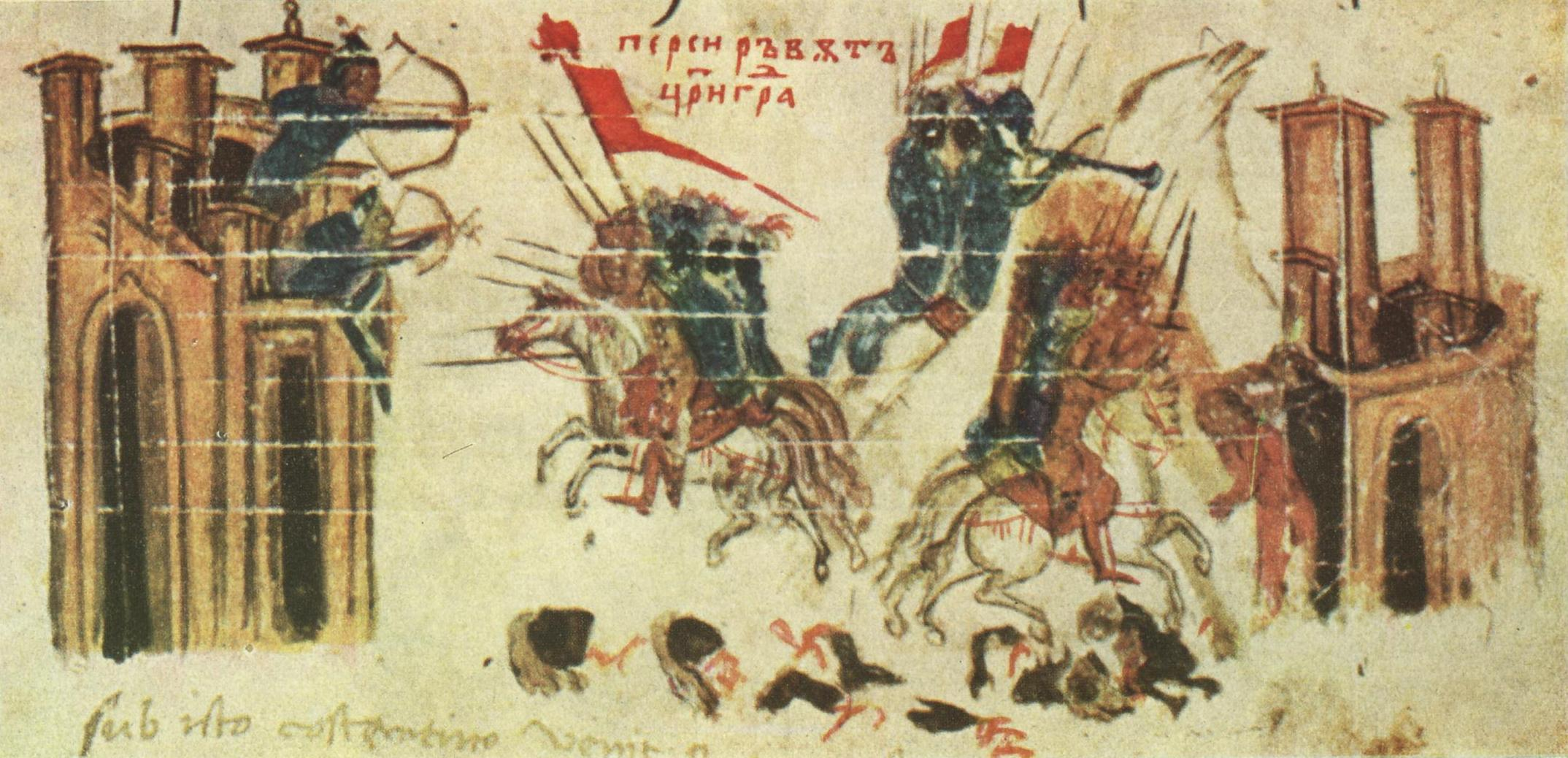
Осада Константинополя в 626 году. Миниатюра из византийской хроники

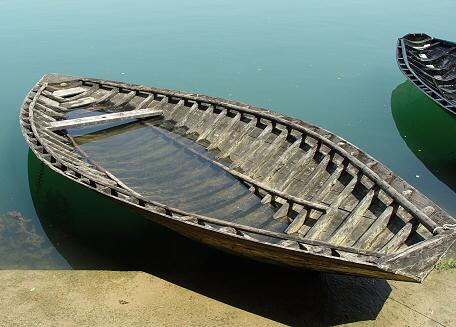
Традиционная рыбацкая лодка на Неретве

#### Сербские племена

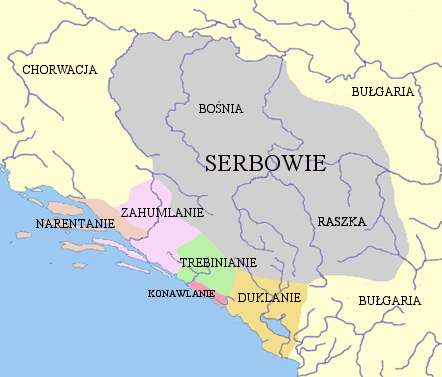
Сербские племена в VII-IX веках после переселения на Балканы

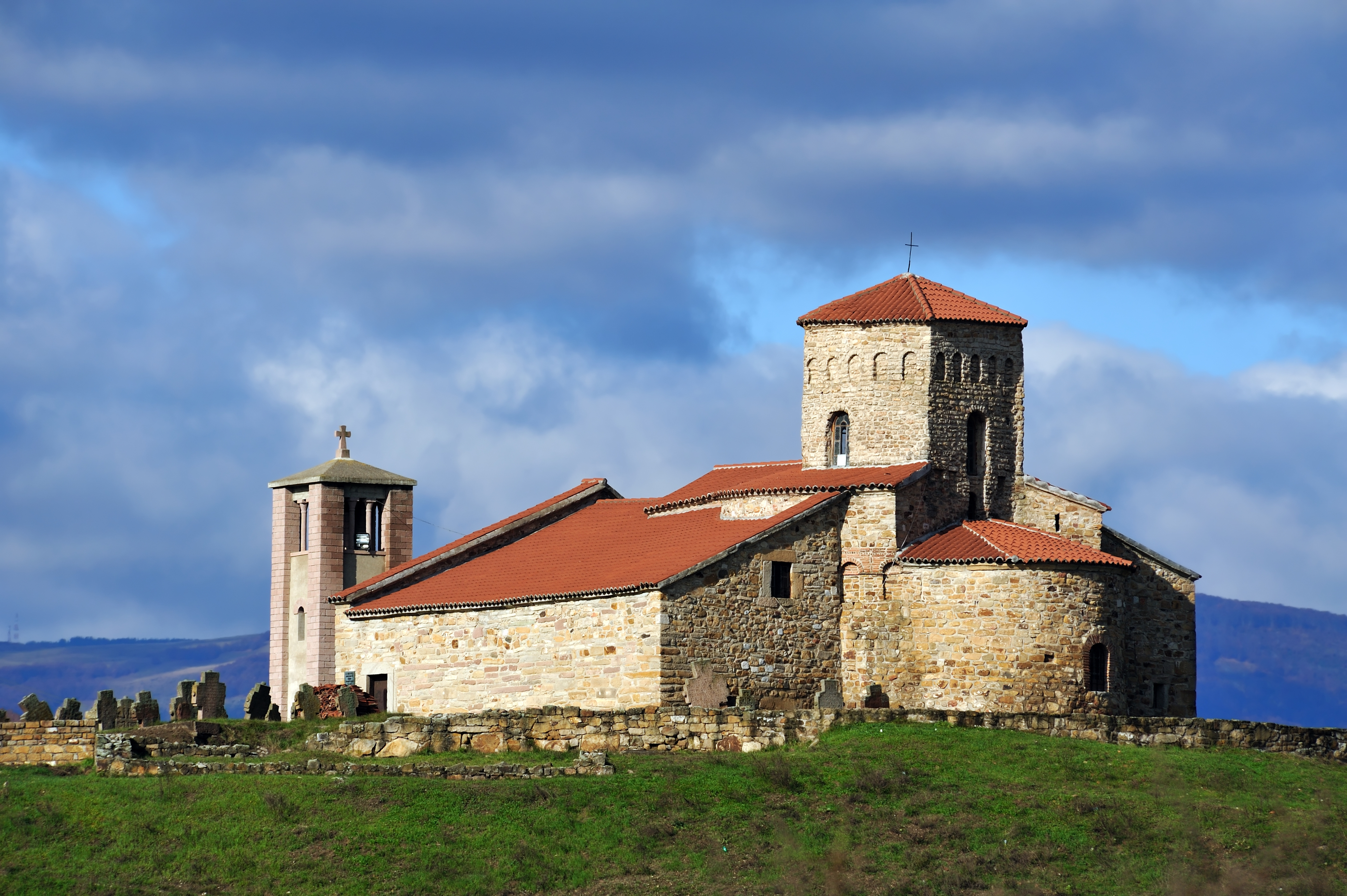
Церковь Святых Апостолов Петра и Павла (Стари-Рас)

#### Хорватские племена

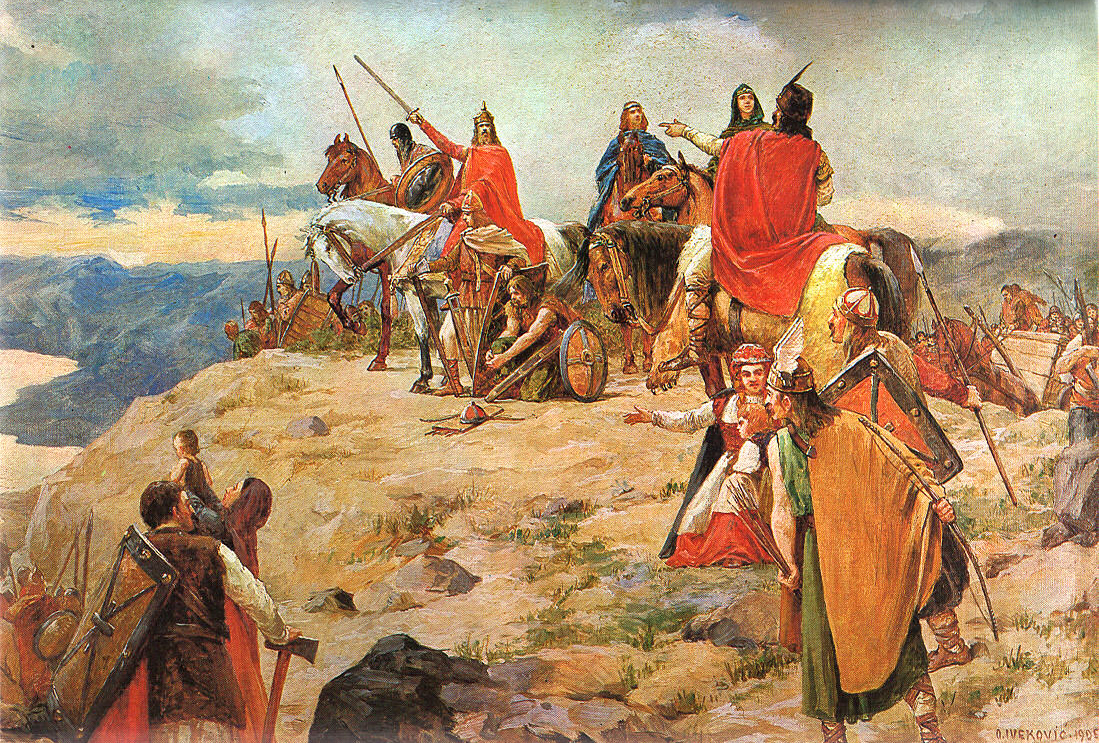
Отон Ивекович. «Прибытие хорватов на Адриатику»

#### Словенские племена

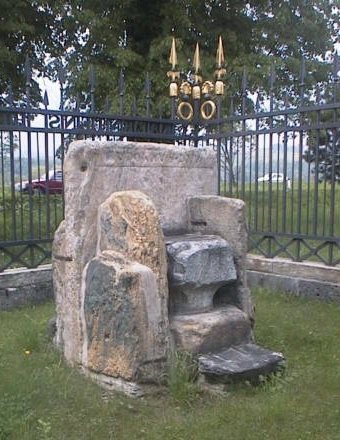
Княжеский трон на Госпосветском поле

## Дальнейшие события

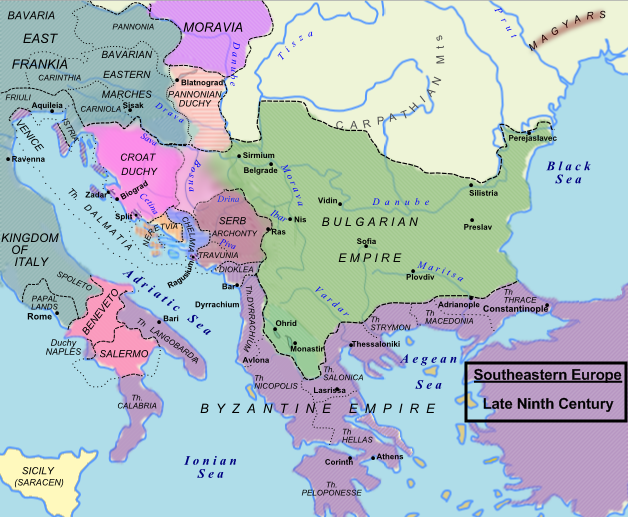
Балканы в 850 году